# Кубок Испании по футболу 1930
Кубок Испании по футболу 1930 — 28-й розыгрыш Кубка Испании по футболу выиграл Атлетик Бильбао. Этот кубок стал десятым в истории команды.
Соревнование прошло в период с 6 апреля по 1 июня 1930 года.

## Результаты матчей

### 1/4 финала
| Команда 1        | Итог | Команда 2       | 1-й матч | 2-й матч |
| ---------------- | ---- | --------------- | -------- | -------- |
| Эспаньол         | 3:0  | Реал Овьедо     | 2:0      | 1:0      |
| Депортиво Алавес | 3:5  | Барселона       | 2:1      | 1:4      |
| Реал Унион       | 3:7  | Атлетик Бильбао | 3:3      | 0:4      |
| Валенсия         | 4:5  | Реал Мадрид     | 2:5      | 2:0      |

### 1/2 финала
| Команда 1       | Итог | Команда 2   | 1-й матч | 2-й матч |
| --------------- | ---- | ----------- | -------- | -------- |
| Атлетик Бильбао | 5:5  | Барселона   | 2:1      | 3:4      |
| Эспаньол        | 1:2  | Реал Мадрид | 1:0      | 0:2      |

- Дополнительный матч

| Команда 1       | Счёт | Команда 2 |
| --------------- | ---- | --------- |
| Атлетик Бильбао | 4:0  | Барселона |

### Финал
| 1 июня, 1930                                | \| Атлетик Бильбао \| 3:2 (овертайм) \| Реал Мадрид \| \| Унамуно 1′ · Ирарагорри 45′ · Лафуенте 115′ \| Голы \| Ласкано 15′ · Мончин Триана 65′ \| | Олимпийский стадион, Барселона Зрителей: 63 000 |
| Атлетик Бильбао                             | 3:2 (овертайм) | Реал Мадрид                                     |
| Унамуно 1′ · Ирарагорри 45′ · Лафуенте 115′ | Голы | Ласкано 15′ · Мончин Триана 65′                 |